# Folkvald kultur
Folkvald kultur är en bok utgiven 2009 som innehåller en sammanställning av en enkät över svenska riksdagsledamöters kulturupplevelser gjord av Helsingborgs Dagblad.
Enkäten innehöll fem frågor om största scen-, litteratur-, konst-, film- och musikupplevelser och skickades till samtliga 349 ledamöter. En bakgrund till projektet var den då pågående Kulturutredningen. Cirka 200 av svaren redovisades löpande under 2009 i Helsingborgs Dagblads kulturdel. Där publicerades också sammanfattande kommentarer inom de olika områdena, bland annat av Marianne Lindberg De Geer (konst) och Andres Lokko (musik).
I boken redovisas samtliga riksdagsledamöters svar samt de då sittande statsrådens (regeringens).